# Ligabue (miniserie televisiva)
Ligabue è uno sceneggiato televisivo del 1977, diretto da Salvatore Nocita e trasmesso in tre puntate.
Lo sceneggiato è basato sulla vita del pittore italiano Antonio Ligabue, impersonato dall'attore Flavio Bucci. Fra gli altri interpreti figurano anche l'attrice Pamela Villoresi e l'attore Renzo Palmer.

## Trama
Rimpatriato dalle autorità svizzere perché "indesiderabile", lo stravagante Antonio Ligabue trova perplesse le autorità di Gualtieri, nella bassa reggiana, che lo affidano al ricovero per vecchi. Ne evade subito per ripararsi nei dintorni lavorando come manovale, ma fallisce sia per gli impietosi scherzi dei compagni che per le sue stranezze. Si isola in una capanna lungo il fiume Po, dove trascorre il tempo immerso nella natura.
Col passare degli anni la popolazione si abitua alla figura di Toni, considerato un misantropo folle, ma non pericoloso. Senza calcolo alcuno, Ligabue scopre la sua vocazione artistica dipingendo la natura sulle piante e sui muri. Il pittore Mazzacurati ne intuisce il naturale talento e gli dona gli strumenti per dipingere quadri che trovano acquirenti e permettono di allestire una mostra che lo consacra "artista". Dopo varie vicissitudini che lo portano ad essere ricoverato in manicomio, le commissioni e i conseguenti guadagni permettono a Toni di trasferirsi in un alberghetto e lo inducono persino a chiedere la mano di Cesarina, la figlia dell'albergatrice.
Ma in realtà Ligabue è rimasto un "diverso" e, anche se i suoi quadri sono stati accettati dai colleghi pittori, dai collezionisti, dai mercanti e dai clienti, la sua incapacità di uniformarsi alle regole della società ne fa un disadattato. Antonio Ligabue muore con la sola amicizia del fedele Cachi. La commemorazione del sindaco non cancella il dramma di un uomo che è vissuto in solitudine tutta la vita.

## Distribuzione
Andato in onda sulla Rete 1 dal 22 novembre al 6 dicembre 1977, lo sceneggiato è stato anche presentato, in una versione cinematografica più corta, al Festival di Montréal, dove ha conseguito due premi (il Gran Premio delle Americhe e il premio alla migliore interpretazione maschile).